# Metisse Cars
Metisse Cars Limited war ein britischer Hersteller von Automobilen.

## Unternehmensgeschichte
Brian Cull, Terry Coles und Jack Sayward gründeten 1995 das Unternehmen in Bridgend in Wales. Sie übernahmen ein Projekt von Rickman und begannen mit der Produktion von Automobilen und Kits. Der Markenname lautete Metisse. Cull und Sayward schieden vorzeitig aus dem Unternehmen aus. 2007 endete die Produktion. Insgesamt entstanden etwa 22 Exemplare.

## Fahrzeuge
Das erste und wichtigste Modell war ein Coupé. Viele Teile kamen vom Ford Sierra. Zwischen 1995 und 2007 entstanden etwa 20 Fahrzeuge.
Der Pickup war ein Pick-up auf Basis des Coupés. Terry Davies war der Designer. Dieses Modell fand zwischen 2005 und 2007 etwa zwei Käufer.